# Eudulophasia circumducta
Eudulophasia circumducta is een vlinder uit de familie van de spanners (Geometridae). De wetenschappelijke naam van de soort is voor het eerst geldig gepubliceerd in 1900 door William Warren.